# Cocoyoc
Cocoyoc är en ort i Mexiko.   Den ligger i kommunen Yautepec och delstaten Morelos, i den sydöstra delen av landet, 60 km söder om huvudstaden Mexico City. Cocoyoc ligger 1 327 meter över havet och antalet invånare är 9 663.
Terrängen runt Cocoyoc är kuperad norrut, men söderut är den platt. Runt Cocoyoc är det mycket tätbefolkat, med 1 056 invånare per kvadratkilometer. Närmaste större samhälle är Cuautla Morelos, 9,5 km sydost om Cocoyoc. Omgivningarna runt Cocoyoc är en mosaik av jordbruksmark och naturlig växtlighet.